# Ellevio
Ellevio AB är ett bolag verksamt i Sverige inom elnät och energi med huvudkontor i Stockholm och omkring 1 000 000 kunder. Företaget bildades 2015 genom att överta den svenka elnätsverksamheten från Fortum. Antalet anställda vid utgången av 2023 var 730. Därtill sysselsätter bolaget ytterligare några tusen personer hos konsulter och entreprenörer. Ellevio ger ut noterade obligationer och publicerar därför finansiella rapporter på motsvarande sätt som börsnoterade bolag.

## Historia
1892 bildades Stockholms elektricitetsverk som inledningsvis distribuerade el till cirka 1 000 lampor i staden. 40 år senare var antalet abonnenter 175 000 och det uppskattade antalet anslutna belysningsarmaturer 2,5 miljoner. Fram till 1908 drevs verket som en underavdelning till stadens gasverk.
Under den senare hälften av 1900-talet genomgick verksamheten namnbyten till Stockholms elverk (1960), Stockholms energiverk (1974), Stockholms Stads Energi (1985) och Stockholm Energi AB (1990).
Gullspångs Kraft grundades 1906 och var en tidig aktör inom vattenkraft. Efter uppköp av Hälsingekraft (1991), Uddeholm Kraft AB (1992) och AB Skandinaviska Elverk (1996) betraktades företaget i slutet av 1990-talet som ett av de ledande svenska elproduktionsbolagen. Bolaget fick 1997 finska ägare och blev 1998 en del av det då nybildade Fortum.
Stockholm Energi och Gullspångs Kraft slogs 1998 samman under namnet Birka Energi, och ägandet i det nya bolaget delades lika mellan Stockholms stad och Fortum. Stockholms stad beslutade 2001 att sälja sin ägarandel till Fortum. Från 2002 drevs verksamheten under Fortums namn, och elnätsdelen var inordnad under dotterbolaget Fortum Distribution AB.
Fortum sålde 2015 sin svenska elnätsverksamhet till Borealis Infrastructure (sedan 2017 benämnt Omers Infrastructure), Tredje AP-fonden, Folksam och Första AP-fonden. Det avknoppade bolaget fick namnet Ellevio.
2016 köpte Ellevio elnätsföretaget Nynäshamn Energi med 16 000 abonnenter i Nynäshamn och Ösmo av Kraftringen AB.
2017 köptes det börsnoterade företaget Elverket Vallentuna som drev elnätet i Vallentuna kommun. Samma år gjordes en elnätsaffär i Stockholmsområdet med Svenska kraftnät, i vilken Ellevio köpte kraftledningar och ställverk samt sålde en planerad större kraftledning.
I slutet av 2019 förvärvades elnät med 500 abonnenter i Gävleborgs län från samfälligheten Hamra besparingsskog, och 2021 köptes det börsnoterade AB Edsbyns Elverk med 4 000 kunder i samma län.
I december 2022 sålde Första AP-fonden sin andel i Ellevio till pensionsbolaget AMF.
I september 2023 köpte Ellevio-koncernen bolaget Markbygden Net AB som ansluter vindkraftverken i Markbygden utanför Piteå, Europas största landbaserade vindkraftspark, till det svenska stamnätet.

## Verksamhet

### Elnät
Ellevio äger och driver såväl lokala som regionala elnät. 2023 distribuerades 24,2 TWh el via bolagets 83 600 kilometer ledningar.
Eftersom tillhandahållande av elnät har karaktär av ett naturligt monopol är marknaden reglerad under tillsyn av Energimarknadsinspektionen. Inom ramen för sin reglerade verksamhet har Ellevio omkring 1 000 000 elnätskunder (2023) i områdena Dalarna, Värmland, Västkusten (omfattande Halland och Bohuslän), Skaraborg-Närke, Gävleborgs län och Stockholm (omfattande Stockholms stad, Ekerö, Lidingö, Täby, Nynäshamn och Vallentuna). Dessutom finns fem kunder vars vindkraftverk i Norrbotten ansluts till elnätet av Ellevio.
Bolaget dominerar därmed tillsammans med EON och Vattenfall den svenska elnätsmarknaden. Dessa tre bolag uppskattades 2016 sammantaget distribuera el till mer än hälften av Sveriges elkunder. Totalt fanns då omkring 170 elnätsföretag i landet, varav cirka 110 hade färre än 15 000 kunder.
Efter stormen Gudrun 2005 har svenska elnätsföretag gjort omfattande investeringar i att vädersäkra ledningar genom nedgrävning och andra åtgärder. Arbetet pågår successivt. Sedan 2020 har sträckan ledningar som Ellevio årligen grävt ner varierat mellan 794 och 1 359 kilometer. Vid utgången av 2023 var 85 procent av bolagets lokala nät nedgrävt, vilket motsvarar 62 875 kilometer. Ellevios regionala nät är i huvudsak vädersäkrade genom att breda ledningsgator anlagts och löpande underhålls.
I Stockholm påbörjade Ellevio under 2021 en total ombyggnad av det stora ställverket i Hjorthagen. Det nya ställverket byggs in i stället för att befinna sig i utomhusmiljö och blir mindre till ytan, samtidigt som kapaciteten ska höjas. Första etappen togs i drift 2023. Samma år driftsattes även en kabelförbindelse som går 12 kilometer under jord och under Mälarens vatten från Beckomberga till Bredäng. Den ger höjd kapacitet i Stockholms elnät och ersätter en luftledning som började rivas hösten 2023.
I östra Hälsingland bygger Ellevio om sitt regionala nät i samband med Svenska Kraftnäts projekt Kustpaketet som ingår i det stora investeringspaketet Nord-Syd.
Andra uppmärksammade satsningar inom elnät är anslutning av en batterifabrik som Volvo bygger i Mariestad och utbyggnad av en stamnätsstation i Tovåsen mellan Ljusdal och Ånge. Batterifabriken i Mariestad förväntas bli Ellevios enskilt största elkund och kommer med den uppskattade effekten 400 MW år 2030 att behöva lika mycket elkraft som 2024 försörjer hela Skaraborg. Till stamnätsstationen i Tovåsen levererades 2022 en 750 MW transformator, och leverans planeras av en ytterligare med samma storlek år 2028. Den totala effekten kommer då att vara större än produktionskapaciteten hos den största svenska kärnreaktorn. Stationen ansluter bland annat vindkraftsparker och kommer även att ansluta en planerad vätgasfabrik.

### Laddinfrastruktur
Sedan 2019 pågår ett samarbete mellan Ellevio och Stockholms stad om utbyggnad av antalet laddplatser för elbilar. Samarbetet innebär bland annat att Ellevio förbereder för laddplatser i samband med att andra elnätsarbeten görs samt tillhandahåller elanslutning åt laddoperatörer ända fram till laddplatserna. På så sätt blir anslutningen mer kostnadseffektiv. Ett exempel på resultat av samarbetet är att det under 2024 invigdes publika laddpunkter för snabbladdning med effekten 300 kW.
Ellevio ingår även i organisationen Elektrifieringspakten i Stockholm som bolaget startade 2021 tillsammans med Stockholms stad, Scania och Volkswagen. Paktens syfte är att bidra till att göra det enklare för stockholmare att skaffa elbil, och den hade i maj 2022 cirka 40 organisationer som medlemmar.

### Energilösningar
Sedan våren 2022 har Ellevio ett verksamhetsområde för energilösningar, Ellevio Energy Solutions. Verksamheten bedrivs i ett separat bolag inom koncernen och innefattar investeringar och tjänster till företag inom bland annat energilagring och elförsörjning. Det första tillkännagivna projektet inom det nya området var ett batterisystem i Grums som väntades bli Sveriges största och togs i drift 2023. Under 2024 kopplades ett stort batterilager i Kungsbacka in, och flera andra batterprojekt pågår. Syftet med de aktuella batterisystemen är framför allt att leverera stabiliserande stödtjänster till det svenska elnätet.

## Kritik
Sveriges Television uppgav 2015 att en tredjedel av Ellevios intäkter var ren vinst och frågade varför bolaget trots de goda marginalerna höjde priserna med 9 procent. Även följande år höjdes priserna i samma grad. Höjningarna kritiserades av organisationen Villaägarna som menade att företaget hade en monopolställning på en inte tillräckligt reglerad marknad. Den nationalekonomiska termen för fenomenet att verka på en reglerad marknad i syfte att uppnå ekonomisk vinning är fördelssökande.
Generellt sett höjde många elnätsbolag sina priser under de nämnda åren. Ellevios höjningar var kraftigare än de två andra stora elnätsbolagens, men ett mindre bolag som höjde sina avgifter med över 31 procent uppmärksammades också i media. Ellevio besvarade kritiken med att behoven av investeringar för framtiden var stora och att höjningarna varit inom ramen för vad regleringen tillät. Bolaget angav samtidigt att ytterligare höjningar kunde väntas. En rådgivare till bolaget framhöll i en debattartikel att vinstmarginalen bör ställas i relation till kapitalkostnaderna.
I december 2017 inledde företaget en utjämning av priserna mellan sina olika elnätsområden i form av prissänkningar i glesbefolkade områden och höjningar i Storstockholm. I en sammanställning som Dagens Nyheter gjort för perioden 2014 till 2019 framgår att Ellevios vinstmarginal med undantag för 2014 var lägre än de två andra stora elnätsbolagens marginaler. En rapport från intresseorganisationen Nils Holgerssongruppen om prisförändringar från 2014 till 2019 visar att Ellevio under perioden genomförde ackumulerade prishöjningar som procentuellt understeg såväl de två andra stora bolagens som genomsnittet för övriga bolag. 2020 sänkte Ellevio i likhet med andra stora elnätsbolag priserna för en majoritet av sina privatkunder. 2023 sänkte Ellevio enligt Nils Holgerssongruppen priserna med 17 procent till en nivå som är lägre än medelvärdet för övriga elnätsbolag, vilka i genomsnitt höjde avgifterna med 8,4 procent.

## Ägare
Ellevio ägs av pensionsfonderna Omers Infrastructure (50%), Tredje AP-fonden (20%), Folksam (17,5%) och AMF (12,5%). Den största ägaren Omers Infrastructure är en kanadensisk fond som förvaltar pensionskapital för provinsen Ontarios offentliganställda.

## Huvudkontor
Ellevios huvudkontor är beläget på adressen Valhallavägen 203 i Stockholm. Fastigheten, som har beteckningen Tre vapen 2, byggdes ursprungligen för Konstfackskolan och har en kulturminnesskyddad exteriör.

## Samarbeten och utmärkelser
Ellevio grundade 2020 tillsammans med elbolaget GodEl innovationstävlingen Startup 4 Climate. Tävlingen belönar årligen nystartade svenska företag som utvecklar produkter eller tjänster som kan bidra till att motverka klimatförändringar. Prissumman för 2024 är 2 miljoner kronor.
Ellevio utsågs 2021 av analysföretaget Nyckeltalsinstitutet till Sveriges mest attraktiva arbetsgivare i en kartläggning av arbetsvillkoren för 600 000 personer. 2023 kom sig bolaget på delad tredje plats i motsvarande undersökning.
2021 tilldelades Ellevio organisationen Håll Nollans arbetsmiljöpris.